# Komórki folikularne
Komórki folikularne – komórki, z których zbudowana jest ściana pęcherzyka jajnikowego (jednowarstwowa lub wielowarstwowa). Z uwagi na swój bezpośredni kontakt z komórką jajową, pełnią one funkcję odżywczą, a także syntetyzują estrogeny oraz progesteron. Po owulacji część z nich tworzy osłonkę promienistą (która otacza wyowulowaną komórkę jajową), natomiast część uczestniczy w powstawaniu ciałka żółtego.